# Jorge Hernández (ur. 1989)
Jorge Daniel „Burrito” Hernández Govea (ur. 10 czerwca 1989 w San Luis Potosí) – meksykański piłkarz występujący na pozycji defensywnego pomocnika, reprezentant Meksyku.

## Kariera klubowa
Hernández pochodzi z miasta San Luis Potosí i swoją karierę piłkarską rozpoczynał jako nastolatek w lokalnych młodzieżowych drużynach. W późniejszym czasie przeszedł do klubu Jaguares de Chiapas z siedzibą w Tuxtla Gutiérrez, początkowo występując w czwartoligowych i drugoligowych rezerwach – Jaguares de Tapachula. Po upływie kilkunastu miesięcy został włączony do seniorskiego zespołu przez tymczasowego szkoleniowca Francisco Avilána i w meksykańskiej Primera División zadebiutował jako osiemnastolatek, 4 października 2008 w wygranym 2:1 spotkaniu z Monterrey. Przez pierwsze półtora roku pełnił jednak wyłącznie rolę rezerwowego i pewne miejsce w wyjściowym składzie wywalczył sobie dopiero za kadencji argentyńskiego trenera Pablo Mariniego, w lutym 2010. Premierowego gola w najwyższej klasie rozgrywkowej strzelił natomiast 6 marca 2010 w wygranej 4:0 konfrontacji z Guadalajarą, a ogółem barwy Jaguares reprezentował bez większych sukcesów przez cztery lata, będąc wyróżniającym się graczem ekipy.
Latem 2012 Hernández został zawodnikiem klubu CF Pachuca, gdzie od razu został kluczowym zawodnikiem środka pola. W wiosennym sezonie Clausura 2014 zdobył ze swoim zespołem tytuł wicemistrza kraju, zaś dwa lata później – podczas rozgrywek Clausura 2016 – wywalczył pierwsze w swojej karierze mistrzostwo Meksyku. W taktyce trenera Diego Alonso miał wówczas niepodważalną pozycję w jedenastce, tworząc duet środkowych pomocników z Erickiem Gutiérrezem. W tym samym roku zajął również drugie miejsce w krajowym superpucharze – Campeón de Campeones.

## Kariera reprezentacyjna
W 2011 roku Hernández został powołany przez Luisa Fernando Tenę do rezerwowej reprezentacji Meksyku, złożonej głównie z graczy z rocznika '89, która pod szyldem dorosłej kadry wzięła udział w Copa América. Zaledwie kilka dni przed rozpoczęciem turnieju, podczas zgrupowania w Ekwadorze, razem z siedmioma innymi zawodnikami naruszył wewnętrzne zasady drużyny, wskutek czego został natychmiast wydalony z zespołu narodowego, zawieszony na pół roku w prawach reprezentanta, a także ukarany grzywną. Po odbyciu dyskwalifikacji, w maju 2012, znalazł się w ogłoszonym przez Tenę składzie reprezentacji Meksyku U-23 na prestiżowy towarzyski Turniej w Tulonie. Tam rozegrał cztery z pięciu możliwych spotkań, z czego dwa w wyjściowym składzie, zaś jego kadra triumfowała ostatecznie w tych rozgrywkach, pokonując w finale Turcję (3:0).

## Statystyki kariery
| Tapachula | 2007–2008 | Meksyk | Ascenso MX | 13  | 0 | — | — | —        | —  | — | 13  | 0 |
| Tapachula | 2008–2009 | Meksyk | Ascenso MX | 29  | 3 | — | — | —        | —  | — | 29  | 3 |
| Chiapas   | 2008–2009 | Meksyk | Liga MX    | 2   | 0 | — | — | —        | —  | — | 2   | 0 |
| Chiapas   | 2009–2010 | Meksyk | Liga MX    | 9   | 1 | — | — | —        | —  | — | 9   | 1 |
| Chiapas   | 2010–2011 | Meksyk | Liga MX    | 32  | 0 | — | — | CL       | 11 | 0 | 43  | 0 |
| Chiapas   | 2011–2012 | Meksyk | Liga MX    | 37  | 0 | — | — | —        | —  | — | 37  | 0 |
| Pachuca   | 2012–2013 | Meksyk | Liga MX    | 32  | 0 | 1 | 0 | —        | —  | — | 33  | 0 |
| Pachuca   | 2013–2014 | Meksyk | Liga MX    | 31  | 0 | 2 | 0 | —        | —  | — | 33  | 0 |
| Pachuca   | 2014–2015 | Meksyk | Liga MX    | 35  | 0 | — | — | LMC      | 3  | 0 | 38  | 0 |
| Pachuca   | 2015–2016 | Meksyk | Liga MX    | 39  | 0 | 1 | 0 | —        | —  | — | 40  | 0 |
| Pachuca   | 2016–2017 | Meksyk | Liga MX    | 0   | 0 | 0 | 0 | LMC      | 0  | 0 | 0   | 0 |
| Ogółem    | Ogółem    | Ogółem | Ogółem     | 259 | 4 | 4 | 0 | CL + LMC | 14 | 0 | 277 | 4 |

- CL – Copa Libertadores
- LMC – Liga Mistrzów CONCACAF